# Henry Allon
Henry Allon (Welton, East Riding of Yorkshire, 13 de outubro de 1818 — Londres, 16 de abril de 1892) foi um clérigo não conformista inglês.

## Biografia
Allon nasceu em Welton (East Riding of Yorkshire), Elloughton-cum-Brough, perto de Hull, em Yorkshire.

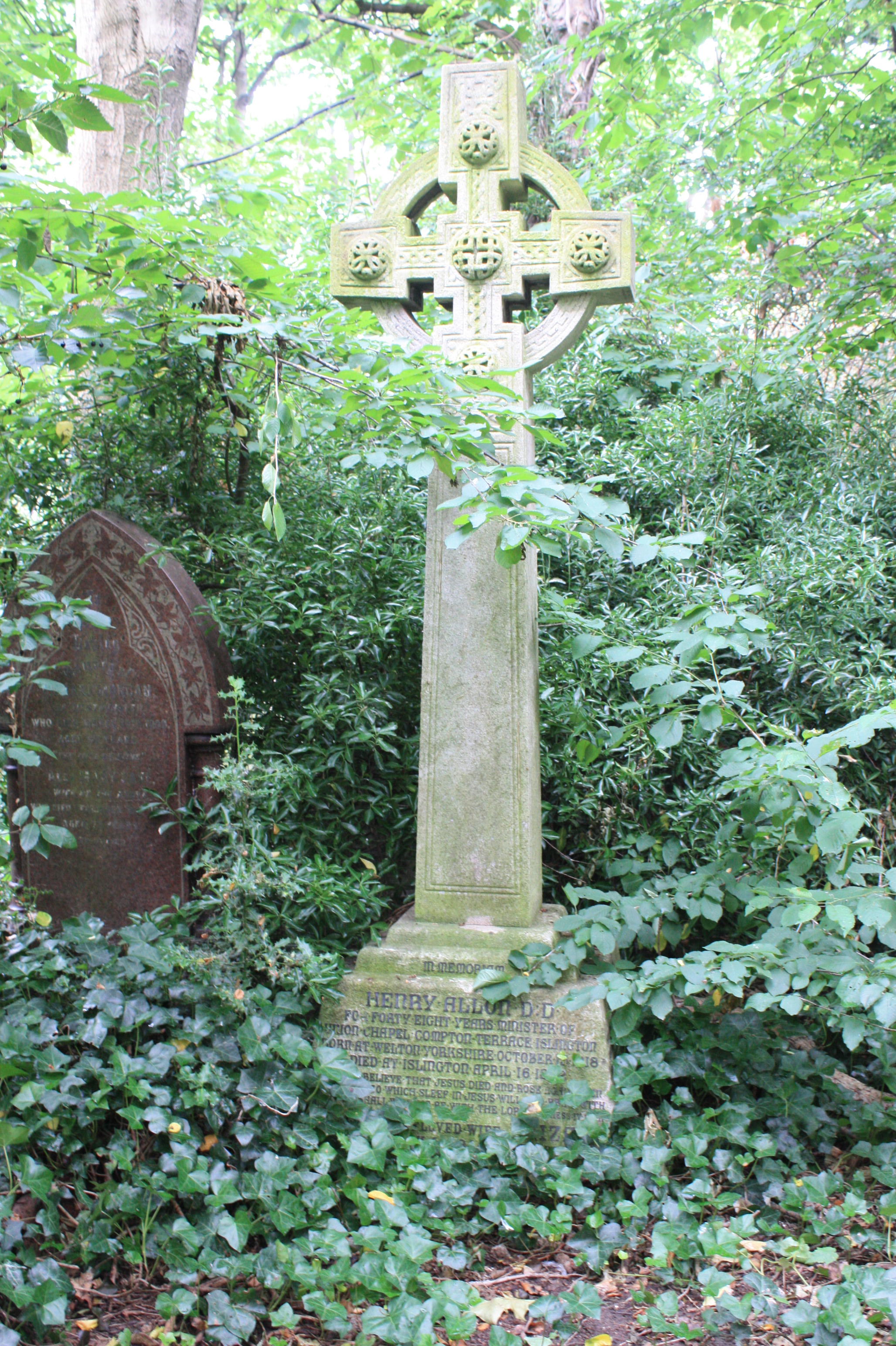
O túmulo de Henry Allon no Cemitério de Abney Park, Londres.

Sob influência metodista, Henry Allon decidiu entrar para o ministério, mas, com o surgimento das ideias congregacionalistas, foi treinado no Cheshunt College, em Hertfordshire e tornou-se intimamente associado com a Union Chapel em Islington. Por um curto período, foi co-pastor na Union Chapel com o reverendo Thomas Lewis (1844-1852), mas tornou-se posteriormente o único pastor por mais quarenta anos (1852-1892). Durante esse tempo, ganhou influência considerável entre os congregacionalistas metropolitanos e garantiu os fundos necessários para um programa de reconstrução ambicioso da Union Chapel, entre 1874 e 1890, a partir do projeto do arquiteto James Cubitt.
Em 1865, o Dr. Allon tornou-se coeditor com o Dr. Reynolds, da British Quarterly Review, e em 1877, o único editor dessa revista por mais dez anos. Publicou Memoir of the Rev. J. Sherman em 1863, Life of William Ellis em 1873, e sermões sobre A Visão de Deus em 1876. Apenas um hino é atribuído a ele, Low in Thine Agony (1868), mas publicou numerosas compilações musicais, e seu filho Henry Erskine Allon foi um compositor (1864-1897).
Henry Allon está sepultado no cemitério parque congregacionalistas de Londres, Abney Park.